# Nati il 23 giugno
| Questa pagina contiene informazioni ricavate automaticamente dalle voci biografiche con l'ausilio del template Bio e di un bot. L'aggiornamento è periodico e automatico e ricostruisce completamente la pagina. Se manca una persona in questa lista, sei pregato di non aggiungerla, ma accertati piuttosto che la sua voce biografica contenga il template Bio e che i dati anagrafici siano correttamente compilati. Se il template Bio manca, inseriscilo tu stesso o, in alternativa, metti l'avviso {{tmp\|Bio}} che ne segnala la mancanza. Se i dati riportati sono sbagliati, correggi direttamente la voce biografica; le modifiche saranno visibili in questa lista entro pochi giorni. Per chiarimenti vedi il progetto biografie. La lista contiene solo le 1.105 persone che sono citate nell'enciclopedia e per le quali è stato implementato correttamente il template Bio. Pagina aggiornata al 17 ago 2025. |

## I secolo a.C.(1)
- 47 a.C. - Tolomeo XV, sovrano egizio († 30 a.C.)

## XII secolo(1)
- 1154 - Giovanni de Matha, presbitero e santo francese († 1213)

## XIV secolo(3)
- 1350 - Jacopo Dal Verme, condottiero italiano († 1409)
- 1385 - Stefano del Palatinato-Simmern, conte († 1459)
- 1390 - Giovanni da Kęty, presbitero, fisico e teologo polacco († 1473)

## XV secolo(5)
- 1406 - Filippo Lippi, pittore italiano († 1469)
- 1433 - Francesco II di Bretagna, conte († 1488)
- 1456 - Margherita di Danimarca, danese († 1486)
- 1488 - Carlo Giovanni Amedeo di Savoia, nobile († 1496)
- 1490 - Lorenzo Lotti, scultore, orafo e architetto italiano († 1541)

## XVI secolo(4)
- 1501 - Perin del Vaga, pittore italiano († 1547)
- 1534 - Oda Nobunaga, militare giapponese († 1582)
- 1593 - Elisabetta di Brunswick-Wolfenbüttel, duchessa († 1650)
- 1596 - Johan Banér, militare svedese († 1641)

## XVII secolo(19)
- 1605 - Anton Giulio Brignole Sale, religioso, scrittore e diplomatico italiano († 1662)
- 1612 - Iulius Georgius Schottelius, scrittore tedesco († 1676)
- 1612 - André Tacquet, matematico belga († 1660)
- 1615 - Charles de Batz de Castelmore d'Artagnan, nobile e militare francese († 1673)
- 1616 - Shah Shuja, principe indiano († 1661)
- 1619 - Domenico Falce, pittore italiano († 1697)
- 1638 - Giovanni Battista Cattaneo Della Volta, doge († 1721)
- 1645 - Lazzaro Agostino Cotta, avvocato, storiografo e poeta italiano († 1719)
- 1646 - Giovanni Battista Rospigliosi, nobile italiano († 1722)
- 1654 - Richard Onslow, I barone Onslow, politico inglese († 1717)
- 1654 - Sofia di Sassonia-Weissenfels, principessa sassone († 1724)
- 1668 - Louis François Marie Le Tellier de Barbazieux, politico e nobile francese († 1701)
- 1668 - Giambattista Vico, filosofo, storico e giurista italiano († 1744)
- 1670 - Cajetan Anton Notthafft von Weißenstein, presbitero austriaco († 1752)
- 1675 - Louis Silvestre II, pittore francese († 1760)
- 1688 - Giovanni Luigi II di Anhalt-Zerbst, principe († 1746)
- 1692 - Antonio Baldi, pittore e incisore italiano
- 1695 - Luisa Anna di Borbone-Condé, nobile francese († 1758)
- 1696 - Francesco Croce, architetto italiano († 1773)

## XVIII secolo(39)
- 1709 - Hans Ulrich Grubenmann, ingegnere svizzero († 1783)
- 1711 - Giovanni Battista Guadagnini, liutaio italiano († 1786)
- 1714 - Joachim Georg Darjes, filosofo, giurista e economista tedesco († 1791)
- 1718 - Emmanuel de Croÿ-Solre, generale francese († 1784)
- 1718 - Giacinto Sigismondo Gerdil, cardinale e vescovo cattolico italiano († 1802)
- 1722 - Juan Ramos de Lora, missionario, docente e vescovo cattolico spagnolo († 1790)
- 1724 - Domenico Mancinelli, oboista e compositore italiano († 1804)
- 1726 - Franz de Paula Ulrich Kinsky von Wchinitz und Tettau, principe e militare austriaco († 1792)
- 1735 - Jean-Baptiste-René Robinet, filosofo e naturalista francese († 1820)
- 1741 - Richard Onslow, I baronetto, ammiraglio britannico († 1817)
- 1742 - Andrej Petrovič Šuvalov, politico russo († 1789)
- 1743 - Ekaterina Petrovna Šuvalova, nobildonna russa († 1817)
- 1745 - James Graham, medico britannico († 1794)
- 1746 - Hanawa Hokiichi, filosofo, scrittore e monaco buddista giapponese († 1821)
- 1746 - Samuel Eyles Pierce, predicatore e teologo inglese († 1829)
- 1747 - Giuseppe Maria Soli, architetto e pittore italiano († 1822)
- 1747 - Michele Troja, medico e oculista italiano († 1827)
- 1750 - Déodat de Dolomieu, geologo francese († 1801)
- 1763 - Giuseppina di Beauharnais, francese († 1814)
- 1763 - Augustin Johann Joseph Gruber, arcivescovo cattolico austriaco († 1835)
- 1764 - Gabriel-Marie Legouvé, drammaturgo francese († 1812)
- 1766 - Johann Samuel Ersch, bibliografo e bibliotecario tedesco († 1828)
- 1768 - Daniel Huber, matematico e astronomo svizzero († 1829)
- 1769 - Henri François Marie Charpentier, generale francese († 1831)
- 1774 - François Antoine Lallemand, generale francese († 1839)
- 1778 - Camille de Tournon-Simiane, prefetto francese († 1833)
- 1784 - Giuseppe Alliata di Villafranca, politico e imprenditore italiano († 1844)
- 1786 - Giovanni Francesco Boccaccini, pittore e decoratore italiano († 1877)
- 1790 - Cesare Capoquadri, giurista italiano († 1871)
- 1791 - Thomas Roscoe, traduttore e viaggiatore inglese († 1871)
- 1792 - Ferdinando Prat, militare e politico italiano († 1862)
- 1794 - Louis Petitot, scultore francese († 1862)
- 1795 - Giovanni Brunelli, cardinale e arcivescovo cattolico italiano († 1861)
- 1796 - Ferdinando Giorgetti, compositore e violinista italiano († 1867)
- 1796 - Maria Leonarda Ranixe, religiosa italiana († 1875)
- 1796 - Luigi Scotti Douglas, generale italiano († 1880)
- 1797 - Théophile Bra, scultore e disegnatore francese († 1863)
- 1799 - Giuseppe Bartolomeo Stoffella della Croce, archeologo e storico austriaco († 1833)
- 1800 - Carlotta Birch-Pfeiffer, attrice teatrale e scrittrice tedesca († 1868)

## XIX secolo(152)
- 1804 - August Borsig, imprenditore tedesco († 1854)
- 1804 - Giovanni Durando, patriota, generale e politico italiano († 1869)
- 1805 - Friedrich Drake, scultore tedesco († 1882)
- 1805 - Pietro Fabris, politico italiano († 1878)
- 1805 - Federico Maria Zinelli, vescovo cattolico italiano († 1879)
- 1807 - Giuseppe Badoni, imprenditore italiano († 1877)
- 1807 - Théophile Thoré-Bürger, giornalista e critico d'arte francese († 1869)
- 1810 - Vincenzo Capriolo, politico italiano († 1872)
- 1810 - Fanny Elssler, danzatrice austriaca († 1884)
- 1816 - Gian Paolo Borghetti, scrittore, poeta e politico francese († 1897)
- 1816 - Giovanni Passerini, botanico, entomologo e micologo italiano († 1893)
- 1817 - Louis Brisson, presbitero francese († 1908)
- 1819 - Lorenzo Bucci, patriota italiano († 1849)
- 1823 - Scipione Salviati, nobile e politico italiano († 1892)
- 1824 - Zacharias Dase, matematico tedesco († 1861)
- 1824 - Carl Reinecke, compositore, pianista e direttore d'orchestra tedesco († 1910)
- 1826 - Louis Babel, religioso, linguista e geografo svizzero († 1912)
- 1826 - Ferdinando Mittiga, brigante italiano († 1861)
- 1828 - Johannes Schilling, scultore tedesco († 1910)
- 1829 - Raffaele Sonzogno, giornalista e politico italiano († 1875)
- 1832 - Gustav Jäger, naturalista e igienista tedesco († 1917)
- 1832 - Giovanni Sbriglia, tenore italiano († 1916)
- 1834 - Alexandru Odobescu, archeologo rumeno († 1895)
- 1835 - Fanny Eaton, modella inglese († 1924)
- 1835 - Elena Guerra, religiosa italiana († 1914)
- 1835 - Paku Alam V, sovrano indonesiano († 1900)
- 1836 - Francisco Codera Zaidín, arabista e storico spagnolo († 1917)
- 1837 - Diodato Borrelli, medico e patriota italiano († 1881)
- 1838 - Felice Napoleone Canevaro, ammiraglio e politico italiano († 1926)
- 1838 - Oscar le Pin, scrittore svizzero († 1912)
- 1841 - Benoît Malon, politico e scrittore francese († 1893)
- 1843 - Otto Kuntze, botanico tedesco († 1907)
- 1846 - Francesco Grenet, militare e politico italiano († 1915)
- 1847 - Agnes Dean Abbatt, pittrice e illustratrice statunitense († 1917)
- 1848 - Cesare Aroldi, giornalista e politico italiano († 1921)
- 1848 - Vito Donato Epifani, patriota, giurista e scrittore italiano († 1922)
- 1848 - Maritcha Remond Lyons, docente, oratrice e attivista statunitense († 1929)
- 1849 - Ludovico Coccapani, insegnante italiano († 1931)
- 1849 - John Reinhard Weguelin, pittore e illustratore inglese († 1927)
- 1852 - Stéphane Raoul Pugno, compositore, insegnante e pianista francese († 1914)
- 1853 - Magdeleine Real del Sarte, pittrice francese († 1927)
- 1854 - Rajendra Nath Mookerjee, ingegnere indiano († 1936)
- 1855 - Maude Valérie White, compositrice britannica († 1937)
- 1858 - Antoine Marfan, pediatra francese († 1942)
- 1859 - Édouard Michelin, imprenditore francese († 1940)
- 1860 - Walter Baldwin Spencer, biologo e antropologo britannico († 1929)
- 1860 - Albert Giraud, poeta belga († 1929)
- 1860 - Mathilda Ranch, fotografa svedese († 1938)
- 1860 - José María Vargas Vila, scrittore colombiano († 1933)
- 1861 - Marco Aurelio Crotta, architetto italiano († 1909)
- 1861 - Paul Fiedler, ammiraglio austriaco († 1919)
- 1862 - Maria de la Paz di Borbone-Spagna, principessa spagnola († 1946)
- 1862 - Pietro Farini, politico italiano († 1940)
- 1863 - Christian Fredrik Michelet, avvocato e politico norvegese († 1927)
- 1863 - Lee Morris, attore statunitense († 1933)
- 1865 - Artur Edler von Mecenseffy, generale austro-ungarico († 1917)
- 1865 - Robert Holmes, calciatore inglese († 1955)
- 1865 - Emilio Lazzeri, fantino italiano († 1908)
- 1865 - Galileo Palla, anarchico italiano († 1944)
- 1866 - Cesare Bertea, ingegnere italiano († 1941)
- 1866 - José María Caro Rodríguez, cardinale e arcivescovo cattolico cileno († 1958)
- 1867 - Lodovico Piccioli, agronomo italiano († 1954)
- 1867 - William Richmond Chase, cestista statunitense († 1951)
- 1869 - Rosa Rosanova, attrice russa († 1944)
- 1870 - Adolph Olson Eberhart, politico statunitense († 1944)
- 1870 - William Robinson, nuotatore britannico († 1940)
- 1871 - Carlo Alberto Dell'Agnola, matematico e economista italiano († 1956)
- 1872 - Henri Hubert, storico e sociologo francese († 1927)
- 1872 - Luigi Orione, presbitero italiano († 1940)
- 1873 - Auguste Jean Baptiste Chevalier, botanico francese († 1956)
- 1874 - Federico Jarach, imprenditore italiano († 1951)
- 1875 - Carl Milles, scultore svedese († 1955)
- 1875 - Jakob Tiedtke, attore tedesco († 1960)
- 1875 - Charles Treffel, pallanuotista francese († 1947)
- 1876 - Lily Brayton, attrice inglese († 1953)
- 1877 - Norman Pritchard, attore, ostacolista e velocista indiano († 1929)
- 1878 - Léon Carré, pittore e illustratore francese († 1942)
- 1878 - Fritz Osswald, pittore svizzero († 1966)
- 1878 - Şehzade Mahmud Necmeddin, principe ottomano († 1913)
- 1879 - Angelina Beloff, artista russa († 1969)
- 1879 - Hoda Sha'rawi, attivista egiziana († 1947)
- 1880 - Camillo Galizzi, ingegnere italiano († 1962)
- 1880 - Hermann von Gimborn, generale tedesco († 1953)
- 1880 - Alexander Young, calciatore scozzese († 1959)
- 1882 - Mario Ponzo, psicologo italiano († 1960)
- 1883 - Winifred Beamish, tennista britannica († 1972)
- 1883 - Ludwig Müller, pastore protestante tedesco († 1945)
- 1884 - Paul Berthier, compositore e organista francese († 1953)
- 1884 - Ippolito Luigi De Cristofaro, politico italiano († 1963)
- 1884 - Raymond Havemeyer, golfista statunitense († 1925)
- 1884 - Chris Jones, pallanuotista britannico († 1937)
- 1884 - Werner Krauss, attore tedesco († 1959)
- 1884 - Guido Pesenti, avvocato, sindacalista e politico italiano († 1962)
- 1884 - Cyclone Taylor, hockeista su ghiaccio canadese († 1979)
- 1885 - Ernesto Codignola, pedagogista e filosofo italiano († 1965)
- 1885 - Tommaso Costantino, schermidore italiano († 1950)
- 1885 - Joseph Delvecchio, calciatore francese († 1971)
- 1885 - John Fenning, canottiere britannico († 1955)
- 1885 - R. Nataraja Mudaliar, regista, produttore cinematografico e montatore indiano († 1972)
- 1885 - Taddeo Orlando, generale e politico italiano († 1950)
- 1885 - Yves Urvoy de Portzamparc, ammiraglio francese († 1965)
- 1886 - Carl Hårleman, ginnasta e astista svedese († 1948)
- 1886 - Ferdinando Negrini, politico e dirigente sportivo italiano († 1943)
- 1886 - Ursula Richter, fotografa tedesca († 1946)
- 1886 - Albrecht Schubert, generale tedesco († 1966)
- 1887 - Anastasija Gendrikova, nobildonna russa († 1918)
- 1887 - Reinhard Goering, drammaturgo tedesco († 1936)
- 1887 - Hernst Marktl, calciatore tedesco
- 1887 - Thyde Monnier, scrittrice francese († 1967)
- 1887 - Oscar Olstad, ginnasta norvegese († 1977)
- 1888 - Mabel Capper, attivista britannica († 1966)
- 1888 - Vittorio De Zanche, vescovo cattolico italiano († 1977)
- 1888 - Stefi Geyer, violinista ungherese († 1956)
- 1888 - Antonio Grego, militare italiano († 1917)
- 1888 - Lee Moran, attore, regista e sceneggiatore statunitense († 1961)
- 1888 - Ferdinand Münz, chimico austriaco († 1969)
- 1889 - Anna Andreevna Achmatova, poetessa russa († 1966)
- 1889 - Ivan Grbec, compositore e etnomusicologo italiano († 1966)
- 1889 - Rofū Miki, poeta e saggista giapponese († 1964)
- 1890 - Rita Brunetti, fisica italiana († 1942)
- 1890 - Arturo Osio, avvocato e banchiere italiano († 1968)
- 1890 - Salvatore Papaccio, cantante italiano († 1977)
- 1891 - Piero Bernardini, pittore e illustratore italiano († 1974)
- 1891 - Aurelio Bertiglia, illustratore, pittore e pubblicitario italiano († 1973)
- 1891 - Craig Hutchinson, regista e sceneggiatore statunitense († 1976)
- 1891 - Vladislav Vančura, poeta e scrittore ceco († 1942)
- 1892 - Edmund Cobb, attore statunitense († 1974)
- 1892 - Mieczysław Horszowski, pianista polacco († 1993)
- 1892 - Abel Kiviat, mezzofondista statunitense († 1991)
- 1892 - Sandra Milowanoff, attrice russa († 1957)
- 1892 - Adrien Rougier, compositore, direttore d'orchestra e organaro francese († 1984)
- 1892 - John Seitz, direttore della fotografia statunitense († 1979)
- 1892 - João de Souza Mendes, scacchista brasiliano († 1969)
- 1894 - Edoardo VIII del Regno Unito, re britannico († 1972)
- 1894 - Alfred Kinsey, biologo e sessuologo statunitense († 1956)
- 1895 - Joseph Vogt, storico tedesco († 1986)
- 1896 - Tewfik Abdullah, calciatore e allenatore di calcio egiziano († 1963)
- 1896 - Robert Johnsen, ginnasta danese († 1975)
- 1896 - Lavinia Schulz, ballerina e attrice tedesca († 1924)
- 1897 - Boris Kroyt, violista e violinista ucraino († 1969)
- 1897 - Terig Tucci, compositore, violinista e pianista argentino († 1973)
- 1897 - Winifred Wagner, britannica († 1980)
- 1898 - Lillian Hall-Davis, attrice inglese († 1933)
- 1898 - André Tulard, funzionario francese († 1967)
- 1898 - Karl Weinbacher, imprenditore tedesco († 1946)
- 1899 - Amedeo Gordini, operaio italiano († 1979)
- 1899 - Gustav Krklec, scrittore, poeta e critico letterario croato († 1977)
- 1899 - Pietro Povero, calciatore italiano († 1967)
- 1899 - Paul-Otto Schmidt, funzionario tedesco († 1970)
- 1899 - Gerhard von Schwerin, generale tedesco († 1980)
- 1900 - Harry Daniels, pallanuotista statunitense († 1965)
- 1900 - Adolf Wamper, scultore tedesco († 1977)

## XX secolo(860)
- 1901 - Otto Heckmann, astronomo tedesco († 1983)
- 1901 - Dick Ripley, velocista britannico († 1996)
- 1901 - Ahmet Hamdi Tanpınar, scrittore, poeta e saggista turco († 1962)
- 1901 - Paul Verhoeven, regista e attore tedesco († 1975)
- 1902 - Raden Ariffien, regista, sceneggiatore e giornalista indonesiano († 1976)
- 1902 - Mathias Wieman, attore tedesco († 1969)
- 1903 - Hans Christian Branner, scrittore danese († 1966)
- 1903 - Paul Joseph James Martin, politico e diplomatico canadese († 1992)
- 1903 - Louis Seigner, attore francese († 1991)
- 1903 - Anthony Veiller, sceneggiatore e produttore cinematografico statunitense († 1965)
- 1904 - Fritz Birzer, militare tedesco († 1987)
- 1904 - Carleton Stevens Coon, etnologo e antropologo statunitense († 1981)
- 1904 - Alberto Ferrario, aviatore e militare italiano († 1943)
- 1904 - Willie MacFadyen, calciatore e allenatore di calcio scozzese († 1972)
- 1905 - Stewart Chaney, scenografo statunitense († 1969)
- 1905 - Giovanni Gravisi, calciatore italiano
- 1905 - Giovanni Vincenzi, calciatore e allenatore di calcio italiano († 1970)
- 1906 - Lima Barreto, regista, sceneggiatore e attore brasiliano († 1982)
- 1906 - Rolf Singer, botanico e micologo tedesco († 1994)
- 1906 - Alberto Viani, scultore italiano († 1989)
- 1907 - Dercy Gonçalves, attrice e umorista brasiliana († 2008)
- 1907 - Roman Jasiński, ballerino polacco († 1991)
- 1907 - Horace Winchell Magoun, fisiologo statunitense († 1991)
- 1907 - James Meade, economista britannico († 1995)
- 1907 - Emilia Pedrazzani, mezzofondista italiana
- 1908 - Giacomo Enrico di Borbone-Spagna, nobile spagnolo († 1975)
- 1908 - Pier Luigi Ighina, pseudoscienziato italiano († 2004)
- 1908 - Cipe Pineles, direttrice artistica austriaca († 1991)
- 1908 - Anna Riwkin-Brick, fotografa svedese († 1970)
- 1908 - Karl Warner, velocista statunitense († 1995)
- 1909 - Roberto Battaglia, schermidore italiano († 1965)
- 1909 - Fausto Catani, educatore italiano († 1978)
- 1909 - Guy Fau, scrittore francese († 2000)
- 1909 - Valentin Feldman, filosofo francese († 1942)
- 1909 - Liselotte Herrmann, antifascista tedesca († 1938)
- 1909 - Leo Hurwitz, regista statunitense († 1991)
- 1909 - Li Xiannian, politico cinese († 1992)
- 1909 - Arne Riberg, calciatore norvegese († 1982)
- 1909 - Georges Rouquier, regista, attore e sceneggiatore francese († 1989)
- 1910 - Jean Anouilh, drammaturgo, regista teatrale e sceneggiatore francese († 1987)
- 1910 - Nino Camus, fumettista, illustratore e progettista italiano († 1947)
- 1910 - Milt Hinton, contrabbassista statunitense († 2000)
- 1911 - Juan Ayra, calciatore cubano († 2008)
- 1911 - Giorgio Barzilai, ingegnere italiano († 1987)
- 1911 - Hans Beirer, tenore austriaco († 1993)
- 1911 - Marino Cavazzuti, calciatore italiano († 1993)
- 1911 - Anatolij Karanovič, regista sovietico († 1976)
- 1911 - Nikolaj Dmitrievič Kuznecov, ingegnere aeronautico russo († 1995)
- 1911 - Leslie Lievesley, calciatore e allenatore di calcio inglese († 1949)
- 1911 - David Ogilvy, pubblicitario britannico († 1999)
- 1911 - Silvio Pasi, partigiano italiano († 1962)
- 1911 - Hannah Weinstein, giornalista e produttrice televisiva statunitense († 1984)
- 1912 - Karol Borhy, allenatore di calcio cecoslovacco († 1997)
- 1912 - Gerry Chiniquy, animatore statunitense († 1989)
- 1912 - Alan Turing, matematico, logico e crittografo britannico († 1954)
- 1912 - Flory Van Donck, golfista belga († 1992)
- 1912 - Mario de Lorenzo, nuotatore e pallanuotista brasiliano
- 1913 - Nathan Abshire, musicista statunitense († 1981)
- 1913 - Livia De Stefani, scrittrice italiana († 1991)
- 1913 - Sverre Hansen, calciatore norvegese († 1974)
- 1913 - Leonia Milito, religiosa italiana († 1980)
- 1913 - Lillian Palmer, velocista canadese († 2001)
- 1913 - Ralph Phillips, matematico statunitense († 1998)
- 1913 - Hendrikus Plenter, calciatore olandese († 1997)
- 1913 - Jacques Rabemananjara, scrittore e politico malgascio († 2005)
- 1913 - William Pierce Rogers, politico statunitense († 2001)
- 1914 - Paolo Calò, calciatore italiano
- 1914 - Georges Franzi, scrittore e presbitero monegasco († 1997)
- 1914 - Arthur Karlsson, calciatore svedese († 1977)
- 1914 - Juan Landolfi, calciatore e allenatore di calcio argentino
- 1914 - Woo Zung-whan, calciatore sudcoreano († 1953)
- 1914 - Ignacio de la Vega, cestista messicano († 1974)
- 1915 - Antonio Maria Alessi, presbitero e missionario italiano († 1996)
- 1915 - Anna Andreeva, pesista sovietica († 1997)
- 1915 - Emanuele Artom, partigiano e storico italiano († 1944)
- 1915 - Giordano Gamberini, saggista italiano († 2003)
- 1915 - Joseph Mell, attore statunitense († 1977)
- 1915 - Robin Montgomerie-Charrington, pilota automobilistico britannico († 2007)
- 1915 - Dennis Price, attore britannico († 1973)
- 1916 - Lou Barle, cestista statunitense († 1996)
- 1916 - Edmondo Lozzi, montatore e regista italiano († 1990)
- 1916 - Ilona Madary, ginnasta ungherese († 2003)
- 1916 - Leslie Thorne, pilota automobilistico britannico († 1993)
- 1916 - Ernest Wilimowski, calciatore tedesco († 1997)
- 1916 - Irene Worth, attrice statunitense († 2002)
- 1916 - Elena Zareschi, attrice italiana († 1999)
- 1917 - Ian Francis Bell Common, entomologo australiano († 2006)
- 1917 - Dominic Ignatius Ekandem, cardinale e arcivescovo cattolico nigeriano († 1995)
- 1918 - Gil Dodds, mezzofondista statunitense († 1977)
- 1918 - Shen Yugong, cestista cinese
- 1918 - León Strembel, calciatore argentino
- 1919 - Mohamed Boudiaf, politico algerino († 1992)
- 1919 - Angelo Canavesi, calciatore italiano
- 1919 - Åke Fridell, attore svedese († 1985)
- 1919 - Hermann Gmeiner, filantropo austriaco († 1986)
- 1919 - Gunnar Nielsen, attore svedese († 2009)
- 1919 - R.C. Pitts, cestista statunitense († 2011)
- 1920 - Spartaco Beragnoli, politico italiano († 2002)
- 1920 - Pete Lalich, cestista statunitense († 2008)
- 1920 - Forrest Tucker, criminale statunitense († 2004)
- 1921 - William Herbert Dray, filosofo canadese († 2009)
- 1921 - Jeanne M. Holm, militare statunitense († 2010)
- 1921 - Rehman, attore indiano († 1984)
- 1921 - Marcella Olschki, scrittrice e giornalista italiana († 2001)
- 1921 - Alberto Rosselli, architetto e designer italiano († 1976)
- 1921 - Luciano Tosone, ingegnere e pittore italiano († 2004)
- 1921 - Yun Deok-ju, dirigente sportiva sudcoreana († 2005)
- 1922 - Ivo Curtini, pallanuotista jugoslavo († 1990)
- 1922 - Keve Hjelm, attore e regista svedese († 2004)
- 1922 - Morris R. Jeppson, militare statunitense († 2010)
- 1922 - Esther M. Conwell, fisica e chimica statunitense († 2014)
- 1922 - Rajagopala Tondaiman, indiano († 1997)
- 1923 - Vladimir Pavlovič Basov, regista, attore e sceneggiatore sovietico († 1987)
- 1923 - Franco Cobianchi, attore e sceneggiatore italiano († 1970)
- 1923 - Joan Ferrando, cestista spagnolo († 1995)
- 1923 - Roberto Guiducci, urbanista, sociologo e ingegnere italiano († 1998)
- 1923 - Jerry Rullo, cestista statunitense († 2016)
- 1923 - George Russell, pianista, compositore e teorico della musica statunitense († 2009)
- 1923 - Heinrich Severloh, militare tedesco († 2006)
- 1923 - Giovanni Tamburelli, ingegnere italiano († 1990)
- 1923 - Giuseppina Tuissi, partigiana e antifascista italiana († 1945)
- 1923 - Michele Valori, urbanista e architetto italiano († 1979)
- 1923 - Caspar von Schrenck-Notzing, scrittore e editore tedesco († 2009)
- 1924 - Enea Balmas, francesista, critico letterario e lessicografo italiano († 1994)
- 1924 - Jaroslav Balík, regista e sceneggiatore cecoslovacco († 1996)
- 1924 - Renzo Giovampietro, attore e regista teatrale italiano († 2006)
- 1924 - Kamala Markandaya, scrittrice e giornalista indiana († 2004)
- 1924 - Ranasinghe Premadasa, politico singalese († 1993)
- 1924 - Şehzade Bayezid Osman, principe ottomano († 2017)
- 1924 - Arno Stern, educatore tedesco († 2024)
- 1925 - Larry Blyden, attore e produttore teatrale statunitense († 1975)
- 1925 - Miriam Karlin, attrice britannica († 2011)
- 1925 - Ida Magli, antropologa e filosofa italiana († 2016)
- 1925 - Eugenio Miccini, scrittore, poeta e artista italiano († 2007)
- 1925 - Giovanni Sola, partigiano italiano († 1944)
- 1926 - Lanfranco Albertelli, calciatore e allenatore di calcio italiano († 2001)
- 1926 - Gerry Fisher, direttore della fotografia britannico († 2014)
- 1926 - Yoshihiro Hamaguchi, nuotatore giapponese († 2011)
- 1926 - Otto-Werner Mueller, direttore d'orchestra e docente tedesco († 2016)
- 1926 - Arnaldo Pomodoro, scultore e orafo italiano († 2025)
- 1926 - Sandy Saddler, pugile statunitense († 2001)
- 1926 - Bent Sørensen, calciatore danese († 2011)
- 1927 - Leonid Bogdanov, schermidore sovietico († 2021)
- 1927 - Bob Fosse, coreografo, ballerino e regista statunitense († 1987)
- 1927 - Herbert MacKay-Fraser, pilota automobilistico statunitense († 1957)
- 1927 - Hassan Rahnavardi, sollevatore iraniano († 2023)
- 1928 - Renato Barneschi, scrittore e giornalista italiano († 1987)
- 1928 - Sam Ranzino, cestista statunitense († 1994)
- 1928 - Michael Shaara, scrittore statunitense († 1988)
- 1929 - Bart Carlier, calciatore olandese († 2017)
- 1929 - June Carter Cash, cantautrice, musicista e attrice statunitense († 2003)
- 1929 - Mario Ghella, pistard e ciclista su strada italiano († 2020)
- 1929 - Claude Goretta, regista svizzero († 2019)
- 1929 - Ted Lapidus, stilista francese († 2008)
- 1929 - Henri Pousseur, compositore belga († 2009)
- 1929 - Jack Richardson, produttore discografico canadese († 2011)
- 1930 - Walter Dukes, cestista statunitense († 2001)
- 1930 - Donn Eisele, astronauta statunitense († 1987)
- 1930 - John Elliott, storico britannico († 2022)
- 1930 - Árpád Fazekas, calciatore ungherese († 2018)
- 1930 - Josef Hügi, calciatore svizzero († 1995)
- 1930 - Elza Soares, cantante brasiliana († 2022)
- 1930 - Mohamed Mehdi Yaghoubi, lottatore iraniano († 2021)
- 1931 - Bob Kenney, cestista statunitense († 2014)
- 1931 - Giovanni Sanna, calciatore, allenatore di calcio e dirigente sportivo italiano († 2001)
- 1931 - Ola Ullsten, politico e diplomatico svedese († 2018)
- 1931 - Juan Edmundo Vecchi, presbitero argentino († 2002)
- 1933 - Renato Pirocchi, pilota automobilistico italiano († 2002)
- 1934 - Héctor De Bourgoing, calciatore argentino († 1993)
- 1934 - Gianni Sanjust, clarinettista, paroliere e produttore discografico italiano († 2020)
- 1934 - Larry Tucker, scrittore, produttore cinematografico e attore statunitense († 2001)
- 1935 - Keith Burkinshaw, ex calciatore e allenatore di calcio inglese
- 1935 - Imre Farkas, canoista ungherese († 2020)
- 1935 - György Kárpáti, pallanuotista ungherese († 2020)
- 1935 - Günter Lörke, ex ciclista su strada tedesco
- 1935 - Nikolai Tolstoy, saggista e storico britannico
- 1936 - Richard Bach, aviatore e scrittore statunitense
- 1936 - Paolo Barison, calciatore italiano († 1979)
- 1936 - William Becklean, ex canottiere statunitense
- 1936 - Mino Bellei, attore, regista e commediografo italiano († 2022)
- 1936 - Jan Hoet, storico dell'arte belga († 2014)
- 1936 - Pradip Kumar Banerjee, allenatore di calcio e calciatore indiano († 2020)
- 1936 - Kōstas Sīmitīs, politico e economista greco († 2025)
- 1937 - Martti Ahtisaari, diplomatico e politico finlandese († 2023)
- 1937 - Erika Netzer, sciatrice alpina austriaca († 1977)
- 1937 - Nicholas John Shackleton, geologo e climatologo britannico († 2006)
- 1938 - Dick Cochran, ex discobolo statunitense
- 1938 - Konrad Dorner, ex calciatore tedesco orientale
- 1938 - David Kernan, attore britannico († 2023)
- 1938 - Marlene José Bento, cestista brasiliana († 2020)
- 1938 - Giorgio Mognon, allenatore di calcio e ex calciatore italiano
- 1938 - Nino Mormino, avvocato e politico italiano
- 1938 - Jesús María Pereda, allenatore di calcio e calciatore spagnolo († 2011)
- 1938 - Alan Vega, cantante statunitense († 2016)
- 1938 - James Wedderburn, velocista barbadiano
- 1939 - Domenico Di Virgilio, politico e medico italiano († 2021)
- 1939 - Peter Kocher, astronomo svizzero († 2025)
- 1939 - Norbert Pogrzeba, ex calciatore polacco
- 1939 - Álvaro Pombo, scrittore e poeta spagnolo
- 1939 - Charlie Spoonhour, allenatore di pallacanestro statunitense († 2012)
- 1940 - Adam Faith, cantante e attore britannico († 2003)
- 1940 - Derry Irvine, barone Irvine di Lairg, avvocato e politico britannico
- 1940 - Maurizio Moreno, diplomatico italiano († 2016)
- 1940 - Biagio Proietti, sceneggiatore, regista e scrittore italiano († 2022)
- 1940 - Sérgio Reis, cantante, attore e politico brasiliano
- 1940 - Wilma Rudolph, velocista statunitense († 1994)
- 1940 - Stuart Sutcliffe, bassista e pittore britannico († 1962)
- 1940 - Diana Trask, cantante australiana
- 1940 - William Semple Brown Wallace, ex calciatore scozzese
- 1941 - John Patrick Crowley, vescovo cattolico britannico
- 1941 - Ivor Grattan-Guinness, storico britannico († 2014)
- 1941 - Robert Hunter, poeta, paroliere e musicista statunitense († 2019)
- 1941 - Tiziana Maiolo, giornalista e ex politica italiana
- 1941 - Jos Minsch, sciatore alpino svizzero († 2008)
- 1941 - Keith Newton, calciatore inglese († 1998)
- 1941 - Jorge Rando, pittore e scultore spagnolo
- 1942 - Dieter Below, ex velista tedesco
- 1942 - Anna Beneck, nuotatrice italiana († 2013)
- 1942 - Peter J. Biondi, politico statunitense († 2011)
- 1942 - Antonino Colajanni, antropologo italiano
- 1942 - Maria Fletcher, ex modella statunitense
- 1942 - James Marcus, attore britannico († 2020)
- 1942 - Amélie Mirkowitch, ex nuotatrice francese
- 1942 - Giorgio Pizzol, politico italiano
- 1942 - Martin Rees, astronomo e cosmologo inglese
- 1942 - Hannes Wader, cantautore tedesco
- 1943 - Dorothy Cannell, scrittrice statunitense
- 1943 - Vint Cerf, informatico statunitense
- 1943 - James Levine, direttore d'orchestra statunitense († 2021)
- 1943 - Csilla Madarász, nuotatrice ungherese († 2021)
- 1943 - Albert Pintat, politico andorrano
- 1943 - Laszlo Seleš, ex calciatore jugoslavo
- 1943 - Welleda Veschi, ex nuotatrice italiana
- 1943 - Maria Isabella di Savoia-Genova, nobile italiana
- 1944 - Clive Barker, allenatore di calcio sudafricano († 2023)
- 1944 - Luciano Cimmino, imprenditore, dirigente d'azienda e politico italiano
- 1944 - Günther Fischer, compositore, direttore d'orchestra e sassofonista tedesco
- 1944 - Natalino Fossati, allenatore di calcio e ex calciatore italiano
- 1944 - Pascal Mercier, scrittore e filosofo svizzero († 2023)
- 1944 - Gigi Rizzi, imprenditore e attore italiano († 2013)
- 1944 - Richard P. Stanley, matematico statunitense
- 1944 - Henri Weber, politico francese († 2020)
- 1945 - Gérard Fénouil, velocista francese († 2023)
- 1945 - John Garang, politico, guerrigliero e militare sudsudanese († 2005)
- 1945 - Paul Goddard, bassista e compositore statunitense († 2014)
- 1945 - Nunzia Greton, cantante italiana († 2025)
- 1946 - Liliana Albertini, politica italiana († 2023)
- 1946 - Gherardo Colombo, ex magistrato, giurista e saggista italiano
- 1946 - Marino de Rosas, chitarrista italiano
- 1946 - Aleksej Es'kov, calciatore sovietico († 2002)
- 1946 - Salvatore Gristina, arcivescovo cattolico italiano
- 1946 - Wolfgang Ruck, canoista e artista canadese
- 1946 - Ted Shackelford, attore statunitense
- 1946 - Gianpaolo Tescari, regista, sceneggiatore e produttore televisivo italiano
- 1946 - Svein Thøgersen, ex canottiere norvegese
- 1947 - Bryan Brown, attore australiano
- 1947 - Thor Hansen, giocatore di poker norvegese († 2018)
- 1947 - Rudolf Pacik, teologo austriaco
- 1947 - Marc van Roosmalen, zoologo e attivista olandese
- 1947 - Zvi Rosen, ex calciatore israeliano
- 1947 - Alberto Sangiovanni Vincentelli, informatico e imprenditore italiano
- 1948 - Carmelo Barbaro, mafioso italiano
- 1948 - Myles Goodwin, cantante, musicista e chitarrista canadese († 2023)
- 1948 - Guido Sacconi, politico italiano († 2023)
- 1948 - Lucetta Scaraffia, storica e giornalista italiana
- 1948 - Benny Södergren, ex fondista svedese
- 1948 - Clarence Thomas, giurista statunitense
- 1948 - Larry Wilson, sceneggiatore e produttore cinematografico statunitense
- 1948 - Michael Wood, storico britannico
- 1949 - Maurizio Amendola, fumettista italiano
- 1949 - Sergio Bassi, cantautore italiano († 2020)
- 1949 - John Elkington, imprenditore e economista britannico
- 1949 - Anna Rita Pasanisi, doppiatrice, direttrice del doppiaggio e dialoghista italiana
- 1949 - Lauren Shuler Donner, produttrice cinematografica statunitense
- 1949 - Meta Štoka, ex cestista jugoslava
- 1949 - Arturo Vázquez Ayala, allenatore di calcio e ex calciatore messicano
- 1950 - Jean-Patrice Brosse, clavicembalista e organista francese († 2021)
- 1950 - Dave Butz, giocatore di football americano statunitense († 2022)
- 1950 - Pat Cleveland, modella statunitense
- 1950 - Nasrollah Dehnavi, ex sollevatore iraniano
- 1950 - Michel Delacroix, politico belga
- 1950 - Pavel Gililov, pianista ucraino
- 1950 - John Katzenbach, scrittore e giornalista statunitense
- 1950 - Marco Luzzago, religioso, dirigente d'azienda e medico italiano († 2022)
- 1950 - Martin O'Hagan, giornalista irlandese († 2001)
- 1950 - Orani João Tempesta, cardinale e arcivescovo cattolico brasiliano
- 1950 - John Thattumkal, vescovo cattolico indiano
- 1950 - Geraldine Turner, attrice australiana
- 1951 - Ylljet Aliçka, scrittore e sceneggiatore albanese
- 1951 - Laurențiu Dumănoiu, pallavolista rumeno († 2014)
- 1951 - Dominique Khalfouni, ex ballerina francese
- 1951 - Zdeněk Kos, ex cestista cecoslovacco
- 1951 - Jim Metzler, attore statunitense
- 1951 - Michèle Mouton, ex pilota di rally e dirigente sportivo francese
- 1951 - Emiko Okuyama, politica giapponese
- 1951 - Eva Piršelová, ex cestista cecoslovacca
- 1951 - Sergej Skripal', ex agente segreto sovietico
- 1952 - Raj Babbar, attore indiano
- 1952 - Earl Brown, ex cestista statunitense
- 1952 - Ferdinando Bruni, attore teatrale, regista teatrale e drammaturgo italiano
- 1952 - Alessandro Centofanti, tastierista e pianista italiano († 2014)
- 1952 - Roberto Dal Prà, fumettista italiano
- 1952 - Anthony Jackson, bassista e contrabbassista statunitense
- 1952 - Marv Kellum, giocatore di football americano statunitense († 2023)
- 1952 - Armen Sarkissian, politico e ambasciatore armeno
- 1953 - Hrant Bagratyan, politico armeno
- 1953 - Svein Bakke, calciatore e dirigente sportivo norvegese († 2015)
- 1953 - Filbert Bayi, ex mezzofondista e siepista tanzaniano
- 1953 - Roberto Bocchi, attore italiano
- 1953 - Libero Brignoccoli, ex arbitro di calcio italiano
- 1953 - Nicola Calipari, poliziotto, militare e agente segreto italiano († 2005)
- 1953 - Antonio Capaldi, politico italiano
- 1953 - Marc Christian, personaggio televisivo statunitense († 2009)
- 1953 - Russell Mulcahy, regista australiano
- 1953 - Petra Nows, ex nuotatrice tedesca occidentale
- 1953 - Massimo Scaringella, critico d'arte italiano
- 1953 - Paolo Vasile, produttore cinematografico e imprenditore italiano
- 1953 - Rudy White, ex cestista statunitense
- 1954 - Lorenzo Balestro, allenatore di calcio e ex calciatore italiano
- 1954 - Alessandro Carrera, poeta, saggista e traduttore italiano
- 1954 - Robert Carsen, regista canadese
- 1954 - Antti Kupiainen, matematico e fisico finlandese
- 1954 - Paolo Mariani, ex calciatore italiano
- 1954 - Steven Scarborough, regista statunitense
- 1954 - Fabio Tamburini, giornalista, saggista e economista italiano
- 1955 - Debbie Boostrom, modella statunitense († 2008)
- 1955 - Glenn Danzig, cantante statunitense
- 1955 - Titti Di Salvo, sindacalista e politica italiana
- 1955 - Maggie Greenwald, regista cinematografica e produttrice cinematografica statunitense
- 1955 - Jean Tigana, dirigente sportivo, allenatore di calcio e ex calciatore maliano
- 1956 - Carmelo Briguglio, politico italiano
- 1956 - Brian Cabral, ex giocatore di football americano statunitense
- 1956 - Randy Jackson, bassista e produttore discografico statunitense
- 1956 - György Kenéz, ex pallanuotista ungherese
- 1956 - Vladimír Kýhos, ex hockeista su ghiaccio ceco
- 1956 - Sylvia McNair, soprano statunitense
- 1956 - Paolo Migone, comico e cabarettista italiano
- 1956 - Carlo Roberto Maria Redaelli, arcivescovo cattolico italiano
- 1957 - Jean-François Domergue, allenatore di calcio e ex calciatore francese
- 1957 - Cresent Hardy, politico statunitense
- 1957 - Charly In-Albon, allenatore di calcio e ex calciatore svizzero
- 1957 - Joe Kaeser, manager e imprenditore tedesco
- 1957 - David Larible, circense italiano
- 1957 - István Lévai, pugile ungherese
- 1957 - Frances McDormand, attrice, doppiatrice e produttrice cinematografica statunitense
- 1957 - Bob Norster, rugbista a 15, dirigente d'azienda e dirigente sportivo gallese
- 1957 - Agostino Roncallo, scrittore e storico della letteratura italiano
- 1957 - Carlotta de Bevilacqua, designer e imprenditrice italiana
- 1958 - Aroup Chatterjee, scrittore indiano
- 1958 - Richard Descoings, funzionario e politologo francese († 2012)
- 1958 - Pierino Fanna, ex calciatore italiano
- 1958 - Chris Holmes, chitarrista statunitense
- 1958 - Luigi Maggi, dirigente sportivo italiano
- 1958 - Ramón Mateo, scacchista dominicano
- 1959 - Alessandro Bartezzaghi, enigmista italiano
- 1959 - Santiago Chalmovsky, ex pallanuotista tedesco
- 1959 - Wim De Coninck, allenatore di calcio e ex calciatore belga
- 1959 - Maria Delmee, ex cestista olandese
- 1959 - Rune Gjestrumbakken, ex calciatore norvegese
- 1959 - James T. Kloppenberg, storico statunitense
- 1959 - Jorge Manuel Lopes Silva, ex calciatore portoghese
- 1959 - Booker Moore, giocatore di football americano statunitense († 2009)
- 1959 - Mariella Valentini, attrice italiana
- 1959 - Duane Whitaker, attore statunitense
- 1960 - Giovanni Bianconi, giornalista e saggista italiano
- 1960 - Joseph Brutsman, attore, produttore televisivo e sceneggiatore statunitense
- 1960 - Marco Cestoni, produttore discografico italiano
- 1960 - Francesco Della Monica, ex calciatore italiano
- 1960 - Vincenzo Marino, allenatore di calcio e ex calciatore italiano
- 1960 - Samia Nkrumah, politica ghanese
- 1960 - Jaume Nomen Torres, astronomo spagnolo
- 1960 - Paolo Spoladore, scrittore italiano
- 1960 - Fadil Vokrri, dirigente sportivo e calciatore kosovaro († 2018)
- 1960 - Luciano del Castillo, fotografo e giornalista italiano
- 1961 - Andrea Borella, maestro di scherma e ex schermidore italiano
- 1961 - Ian Duncan, ex pilota di rally keniota
- 1961 - Zoran Janjetov, fumettista e illustratore serbo
- 1961 - David Leavitt, scrittore statunitense
- 1961 - Phil Soussan, bassista, compositore e produttore discografico britannico
- 1961 - Suba, musicista, compositore e produttore discografico serbo († 1999)
- 1961 - LaSalle Thompson, ex cestista e allenatore di pallacanestro statunitense
- 1961 - Gerhard Zadrobilek, ex ciclista su strada e mountain biker austriaco
- 1962 - Chuck Billy, cantante statunitense
- 1962 - David Buchanan, ex calciatore inglese
- 1962 - Fatou Ndiaye, ex cestista senegalese
- 1962 - Steve Shelley, batterista statunitense
- 1962 - Mark Strukelj, allenatore di calcio, dirigente sportivo e ex calciatore italiano
- 1962 - Billy Wirth, attore e ex modello statunitense
- 1962 - Kevin Yagher, truccatore, regista e effettista statunitense
- 1963 - Astrid Carolina Herrera Irrazábal, modella e attrice venezuelana
- 1963 - Liu Cixin, scrittore di fantascienza cinese
- 1963 - Colin Montgomerie, golfista scozzese
- 1963 - Luciano Russo, arcivescovo cattolico italiano
- 1963 - Davide Sapienza, scrittore, traduttore e giornalista italiano
- 1963 - Atle Torvanger, ex calciatore norvegese
- 1963 - José Vargas, ex cestista dominicano
- 1964 - Joey Allen, chitarrista statunitense
- 1964 - Stefania Cento, cantante italiana
- 1964 - Randoald Dessarzin, allenatore di pallacanestro svizzero
- 1964 - Kenji Hon'nami, ex calciatore giapponese
- 1964 - Lou Yun, ex ginnasta cinese
- 1964 - Juan Ignacio Martínez, allenatore di calcio e ex calciatore spagnolo
- 1964 - Tara Morice, attrice e cantante australiana
- 1964 - Wagner Tardelli, ex arbitro di calcio brasiliano
- 1964 - Joss Whedon, regista, sceneggiatore e fumettista statunitense
- 1965 - Carlos Ameglio, regista e sceneggiatore uruguaiano
- 1965 - Paul Arthurs, chitarrista inglese
- 1965 - Miloš Bursać, ex calciatore jugoslavo
- 1965 - Antonio Carannante, allenatore di calcio e ex calciatore italiano
- 1965 - Blossom Chukwujekwu, attore nigeriano
- 1965 - Jude Chukwuka, attore nigeriano
- 1965 - Teresa Durán, ex cestista e allenatrice di pallacanestro dominicana
- 1965 - Clarence Knickman, ex ciclista su strada statunitense
- 1965 - Stefan Marini, ex calciatore svizzero
- 1965 - Sylvia Mathews Burwell, politica e dirigente d'azienda statunitense
- 1965 - Valerij Meladze, cantautore e produttore discografico russo
- 1965 - Patricia Racette, soprano statunitense
- 1966 - Oliver-Sven Buder, ex pesista tedesco
- 1966 - Antonio Buonanno, giocatore di poker italiano
- 1966 - Pino Forastiere, chitarrista e compositore italiano
- 1966 - Greg Koch, chitarrista statunitense
- 1966 - Michael McCusker, montatore statunitense
- 1966 - Federica Montevecchi, storica della filosofia italiana
- 1966 - Roberta Olivieri, attrice italiana
- 1966 - Anthony Pullard, ex cestista statunitense
- 1966 - Richie Ren, cantante e attore taiwanese
- 1966 - Giorgio Venturi, ex pesista italiano
- 1966 - Robert Woodhouse, ex nuotatore australiano
- 1967 - Carrie Graf, ex cestista e allenatrice di pallacanestro australiana
- 1967 - Ralph Lattimore, ex cestista neozelandese
- 1967 - Álex Pina, produttore televisivo, sceneggiatore e regista televisivo spagnolo
- 1967 - Juan José Rodríguez, ex calciatore costaricano
- 1967 - Ștefan Stoica, allenatore di calcio e ex calciatore rumeno
- 1967 - Angelo Vercesi, allenatore di pallavolo e ex pallavolista brasiliano
- 1967 - Otilio Yantis, ex calciatore venezuelano
- 1968 - Corrado Catalano, pilota motociclistico italiano
- 1968 - Tiken Jah Fakoly, cantante ivoriano
- 1968 - Julija Machalina, ballerina russa
- 1968 - Eric Metcalf, ex giocatore di football americano statunitense
- 1968 - Jasen Petrov, allenatore di calcio, dirigente sportivo e ex calciatore bulgaro
- 1968 - Kent Steffes, ex giocatore di beach volley statunitense
- 1968 - Gordan Vidović, ex calciatore bosniaco
- 1968 - Hideo Yamamoto, fumettista giapponese
- 1968 - Paolo Zizza, allenatore di pallanuoto e ex pallanuotista italiano
- 1969 - Andrij Antonyščak, politico e militare ucraino († 2024)
- 1969 - David Dobkin, regista, produttore cinematografico e sceneggiatore statunitense
- 1969 - Robert Dold, politico statunitense
- 1969 - Mattia Feltri, giornalista italiano
- 1969 - Gherardo Gambelli, arcivescovo cattolico italiano
- 1969 - Martin Klebba, attore e stuntman statunitense
- 1969 - Noa, cantante israeliana
- 1969 - Fernanda Ribeiro, ex mezzofondista portoghese
- 1970 - Ana Paula Monteiro, ex cestista brasiliana
- 1970 - Silvia Cecchetti, cantante italiana
- 1970 - Acie Earl, ex cestista e allenatore di pallacanestro statunitense
- 1970 - Zen Gesner, attore statunitense
- 1970 - Rich Manning, ex cestista statunitense
- 1970 - Mark'Oh, disc jockey, musicista e produttore discografico tedesco
- 1970 - Ionel Pârvu, ex calciatore rumeno
- 1970 - Marco Spagnoli, critico cinematografico, giornalista e regista italiano
- 1970 - Britt Synnøve Johansen, cantante norvegese
- 1970 - Yann Tiersen, compositore francese
- 1970 - Ronny Wabia, ex calciatore indonesiano
- 1971 - Marco Campanella, scultore e illustratore italiano
- 1971 - Ildo Damiano, giornalista, scrittore e opinionista italiano
- 1971 - Isabella De Monte, politica italiana
- 1971 - Eyvind Kang, compositore e violinista statunitense
- 1971 - Dumitru Mitriță, ex calciatore rumeno
- 1971 - Gianluca Neri, produttore cinematografico, autore televisivo e conduttore radiofonico italiano
- 1971 - Ambrosia Parsley, cantautrice statunitense
- 1971 - Andreja Potisk Ribič, ex sciatrice alpina slovena
- 1971 - Nadia Romeo, politica italiana
- 1971 - Enrique Romero, ex calciatore spagnolo
- 1971 - Alessandro Scarponi, ex calciatore italiano
- 1971 - Carlo Talladira, ex calciatore australiano
- 1972 - Selma Blair, attrice statunitense
- 1972 - Anna Croci, ex danzatrice su ghiaccio italiana
- 1972 - Federica De Denaro, giornalista e conduttrice televisiva italiana
- 1972 - Marija Grozdeva, tiratrice a segno bulgara
- 1972 - Alberto Malusci, ex calciatore italiano
- 1972 - Joe McNaull, ex cestista statunitense
- 1972 - Gō Ōiwa, allenatore di calcio e ex calciatore giapponese
- 1972 - Noureddine Ould Ali, allenatore di calcio algerino
- 1972 - Sacha Schneider, ex calciatore lussemburghese
- 1972 - Claudio Sciarrone, fumettista italiano
- 1972 - Fabio Volo, scrittore, sceneggiatore e conduttore televisivo italiano
- 1972 - Larry Whigham, ex giocatore di football americano statunitense
- 1972 - Zinédine Zidane, dirigente sportivo, allenatore di calcio e ex calciatore francese
- 1973 - Luciana, cantautrice britannica
- 1973 - Daria Klimentová, ex ballerina ceca
- 1973 - Lee Min-sung, ex calciatore sudcoreano
- 1973 - Yōko Matsushita, fumettista giapponese
- 1973 - Germán Muñoz, ex calciatore peruviano
- 1973 - Eisuke Nakanishi, ex calciatore giapponese
- 1973 - Marija Naumova, cantante lettone
- 1973 - Edwin Sánchez Pinto, ex cestista messicano
- 1973 - Isaac Terrazas, ex calciatore messicano
- 1974 - Joel Edgerton, attore, regista e sceneggiatore australiano
- 1974 - Karin Ertl, ex multiplista tedesca
- 1974 - Mark Hendrickson, ex giocatore di baseball e ex cestista statunitense
- 1974 - Gregor Jerončić, ex pallavolista sloveno
- 1974 - Elena Keldibekova, pallavolista kazaka
- 1974 - Paweł Kryszałowicz, ex calciatore polacco
- 1974 - Vitalij Makarov, ex judoka russo
- 1974 - Terra Naomi, cantautrice, musicista e youtuber statunitense
- 1974 - Sinan Şamil Sam, pugile turco († 2015)
- 1974 - Massimiliano Velotto, dirigente sportivo e ex arbitro di calcio italiano
- 1974 - Dontonio Wingfield, ex cestista statunitense
- 1975 - Dele Adebola, ex calciatore nigeriano
- 1975 - DJ Antoine, disc jockey e produttore discografico svizzero
- 1975 - Natal'ja Beljaeva, pallavolista russa
- 1975 - Emanuele Brioschi, ex calciatore italiano
- 1975 - Alisa Burras, ex cestista statunitense
- 1975 - Jeffrey Carlson, attore statunitense († 2023)
- 1975 - Kevin Dyson, ex giocatore di football americano statunitense
- 1975 - Alexis Fawx, attrice pornografica statunitense
- 1975 - Scott Forbes, ex cestista bahamense
- 1975 - Mike James, ex cestista statunitense
- 1975 - Tetjana Lysenko, ex ginnasta sovietica
- 1975 - Dror Mishani, scrittore israeliano
- 1975 - Eirīnī Mītropoulou, ex cestista greca
- 1975 - Alberto Servidei, pugile italiano
- 1975 - Maciej Stuhr, attore polacco
- 1975 - Shūhei Terada, allenatore di calcio e ex calciatore giapponese
- 1975 - KT Tunstall, cantautrice e musicista britannica
- 1975 - Chris Witty, ex pattinatrice di velocità su ghiaccio e ex pistard statunitense
- 1975 - Sibusiso Zuma, ex calciatore sudafricano
- 1975 - Markus Zusak, scrittore australiano
- 1976 - Wade Barrett, allenatore di calcio e ex calciatore statunitense
- 1976 - Francesca Cavallin, attrice, conduttrice televisiva e ex modella italiana
- 1976 - Carlos Chacana, calciatore argentino
- 1976 - V"jačeslav Derkač, ex biatleta ucraino
- 1976 - Morgan Kelly, attore canadese
- 1976 - Edwin Kempes, ex tennista olandese
- 1976 - C. E. Morgan, scrittrice statunitense
- 1976 - Claudiu Niculescu, allenatore di calcio e ex calciatore romeno
- 1976 - Gianmario Ortenzi, ex ciclista su strada italiano
- 1976 - Savvas Poursaïtidīs, allenatore di calcio e ex calciatore cipriota
- 1976 - Tomislav Šmuc, ex pallavolista sloveno
- 1976 - Paola Suárez, ex tennista argentina
- 1976 - Emmanuelle Vaugier, attrice, cantante e modella canadese
- 1976 - Patrick Vieira, allenatore di calcio, dirigente sportivo e ex calciatore senegalese
- 1977 - Miguel Ángel Angulo, allenatore di calcio e ex calciatore spagnolo
- 1977 - Pierluigi Diaco, giornalista, conduttore televisivo e conduttore radiofonico italiano
- 1977 - Hayden Foxe, ex calciatore australiano
- 1977 - Sian Heder, regista e sceneggiatrice statunitense
- 1977 - Giovanni Lo Porto, blogger italiano († 2015)
- 1977 - Jason Mraz, cantautore, musicista e polistrumentista statunitense
- 1977 - Ji Wallace, ginnasta australiano
- 1977 - Evan Whitfield, ex calciatore statunitense
- 1978 - Memphis Bleek, rapper e produttore discografico statunitense
- 1978 - Silvia Janoštinová, ex cestista slovacca
- 1978 - Nick LaLota, politico statunitense
- 1978 - Frédéric Leclercq, cantautore, musicista e produttore discografico francese
- 1978 - Matt Light, ex giocatore di football americano statunitense
- 1978 - Dani Poyatos, allenatore di calcio spagnolo
- 1978 - Faiza Soudani, ex cestista tunisina
- 1979 - Marilyn Agliotti, hockeista su prato sudafricana
- 1979 - Brian Badza, ex calciatore zimbabwese
- 1979 - Luise Bähr, attrice tedesca
- 1979 - Jim Curtin, allenatore di calcio e ex calciatore statunitense
- 1979 - Matteo Fantuzzi, poeta italiano
- 1979 - Linda Fröhlich, ex cestista tedesca
- 1979 - Paolo Guastalvino, calciatore e allenatore di calcio italiano
- 1979 - Meghna Kumar, doppiatrice e attrice olandese
- 1979 - Grégory Lefort, pilota motociclistico francese
- 1979 - Elia Luini, canottiere italiano
- 1979 - Íris Stefanelli, attrice e conduttrice televisiva brasiliana
- 1979 - Joscho Stephan, chitarrista tedesco
- 1979 - Tasha Tilberg, supermodella canadese
- 1979 - LaDainian Tomlinson, ex giocatore di football americano statunitense
- 1979 - Shigeki Tsujimoto, ex calciatore giapponese
- 1979 - Valdin, giocatore di calcio a 5 brasiliano
- 1979 - Susanna Wallumrød, cantante norvegese
- 1980 - David Andersen, ex cestista australiano
- 1980 - Nivaldo Batista Santana, ex calciatore brasiliano
- 1980 - Manus Boonjumnong, pugile thailandese
- 1980 - Becky Cloonan, fumettista statunitense
- 1980 - Gillian Ferrari, hockeista su ghiaccio canadese
- 1980 - Heath Freeman, attore statunitense († 2021)
- 1980 - Genti Gjondedaj, ex calciatore albanese
- 1980 - Martin Höhener, allenatore di hockey su ghiaccio e ex hockeista su ghiaccio svizzero
- 1980 - Marissa Irvin, ex tennista statunitense
- 1980 - Davide La Rosa, fumettista, scrittore e sceneggiatore italiano
- 1980 - Jovan Markoski, allenatore di calcio e ex calciatore serbo
- 1980 - Tony Mårtensson, dirigente sportivo e ex hockeista su ghiaccio svedese
- 1980 - Daniel Örlund, ex calciatore svedese
- 1980 - Massimilian Porcello, ex calciatore tedesco
- 1980 - Melissa Rauch, attrice statunitense
- 1980 - Francesca Schiavone, allenatrice di tennis e ex tennista italiana
- 1980 - Matias Varela, attore svedese
- 1981 - Antony Costa, cantante e attore britannico
- 1981 - Oleksandr Grebieniuk, ex calciatore ucraino
- 1981 - Víctor Hernández, ex calciatore guatemalteco
- 1981 - Mohamed Hubail, calciatore bahreinita
- 1981 - Kui Yuanyuan, ex ginnasta cinese
- 1981 - Lina Lehtovaara, arbitro di calcio finlandese
- 1981 - Giulio Migliaccio, dirigente sportivo e ex calciatore italiano
- 1981 - Rachele Sangiuliano, giornalista e ex pallavolista italiana
- 1981 - Björn Schlicke, dirigente sportivo, allenatore di calcio e ex calciatore tedesco
- 1981 - Jodie Swallow, triatleta britannica
- 1981 - Monica Sweetheart, ex attrice pornografica ceca
- 1981 - Ibrahim Tall, ex calciatore francese
- 1981 - Joe Taslim, attore e artista marziale indonesiano
- 1981 - Nikola Vujović, ex calciatore montenegrino
- 1981 - Katia Zini, ex pattinatrice di short track italiana
- 1982 - Candice Alley, cantautrice australiana
- 1982 - Yohann Eudeline, ex calciatore francese
- 1982 - Anja Milenkovič, calciatrice slovena
- 1982 - Joona Puhakka, tuffatore finlandese
- 1982 - Martin Rolinski, cantante svedese
- 1982 - Nicola Sanders, ex velocista e ostacolista britannica
- 1982 - Denys Šelichov, calciatore ucraino
- 1982 - Ali Silas, ex calciatore vanuatuano
- 1983 - Kari Arkivuo, ex calciatore finlandese
- 1983 - Pawo Choyning Dorji, regista, sceneggiatore e produttore cinematografico bhutanese
- 1983 - Marco Galati, giocatore di calcio a 5 italiano
- 1983 - Vincent Gragnic, ex calciatore francese
- 1983 - Juho Mäkelä, ex calciatore finlandese
- 1983 - Christelle N'Garsanet, ex cestista e allenatrice di pallacanestro ivoriana
- 1983 - Michalīs Polytarchou, cestista greco
- 1983 - Damir Rančić, ex cestista e allenatore di pallacanestro croato
- 1983 - Brandi Rhodes, wrestler statunitense
- 1983 - José Manuel Rojas, ex calciatore cileno
- 1983 - Tereza Srbova, attrice e modella ceca
- 1983 - Rade Đokić, ex calciatore bosniaco
- 1984 - Akgul Amanmuradova, tennista uzbeka
- 1984 - Du Jing, giocatrice di badminton cinese
- 1984 - Duffy, cantante, compositrice e attrice britannica
- 1984 - Sébastien Grax, ex calciatore francese
- 1984 - Chris Grimm, ex cestista statunitense
- 1984 - Alexander Hauser, allenatore di calcio e ex calciatore austriaco
- 1984 - Manuel Iturra, ex calciatore cileno
- 1984 - Ville Kähkönen, ex combinatista nordico finlandese
- 1984 - Takeshi Matsuda, ex nuotatore giapponese
- 1984 - Drago Pašalić, ex cestista croato
- 1984 - Evan Patak, pallavolista statunitense
- 1984 - Matt Ryan, canottiere australiano
- 1984 - Levern Spencer, altista santaluciana
- 1984 - Verena Stuffer, ex sciatrice alpina italiana
- 1985 - Carles Bivià, cestista spagnolo
- 1985 - Ihaab Boussefi, calciatore libico
- 1985 - Gaz Choudhry, cestista inglese
- 1985 - Francesco De Cillis, giocatore di calcio a 5 italiano
- 1985 - Stanislav Erëmin, pallavolista russo
- 1985 - Mike Green, ex cestista statunitense
- 1985 - Morten Jørgensen, canottiere danese
- 1985 - Efrén Mera, ex calciatore ecuadoriano
- 1985 - Kaya Marie Möller, attrice e doppiatrice tedesca
- 1985 - Linda Pavlova, imprenditrice slovacca
- 1985 - Anthony Peth, conduttore televisivo italiano
- 1985 - Marcel Reece, dirigente sportivo e ex giocatore di football americano statunitense
- 1985 - Hussain Ali Shehab, ex calciatore qatariota
- 1986 - Christy Altomare, attrice e cantante statunitense
- 1986 - Ufuk Ceylan, ex calciatore turco
- 1986 - Alisher Chingizov, ex nuotatore tagico
- 1986 - Cornel Gheți, ex calciatore rumeno
- 1986 - Andrėj Lichavicki, ginnasta bielorusso
- 1986 - Keijiro Maeda, kickboxer e pugile giapponese
- 1986 - Marti Malloy, judoka statunitense
- 1986 - Mariano, calciatore brasiliano
- 1986 - Marcello Matano, pugile italiano
- 1986 - Luis Seijas, ex calciatore venezuelano
- 1986 - Simon Špilak, ex ciclista su strada sloveno
- 1987 - Avincola, cantautore italiano
- 1987 - Nicolò Carnesi, cantautore italiano
- 1987 - Juan Cuda, pallavolista argentino
- 1987 - Nando de Colo, cestista francese
- 1987 - Eugenio Dolfo, pallavolista italiano
- 1987 - Felipe Dylon, cantante e attore brasiliano
- 1987 - Alessia Filippi, ex nuotatrice italiana
- 1987 - Ge Zhen, calciatore cinese
- 1987 - Anas Hijah, calciatore giordano
- 1987 - Edward Holcroft, attore britannico
- 1987 - Oleksandr Jakovenko, ex calciatore ucraino
- 1987 - Truls Jevne Hagen, calciatore norvegese
- 1987 - Marco Knaller, calciatore austriaco
- 1987 - Damian Kulig, cestista polacco
- 1987 - Iván Marcano, calciatore spagnolo
- 1987 - Itamar Nitzan, ex calciatore israeliano
- 1987 - Stanley Aborah, ex calciatore ghanese
- 1987 - Anton Pucila, ex calciatore bielorusso
- 1987 - Davide Saitta, pallavolista italiano
- 1987 - Giles Scott, velista britannico
- 1987 - Dario Tomić, calciatore croato
- 1987 - Christopher Wesley, hockeista su prato tedesco
- 1988 - Carlos Javier Acuña, calciatore paraguaiano
- 1988 - P. J. Boudousqué, attore statunitense
- 1988 - Dan Bucșa, ex calciatore rumeno
- 1988 - Adrian Chomiuk, ex calciatore polacco
- 1988 - Kevin Coghlan, pilota motociclistico britannico
- 1988 - Slaven Čupković, cestista serbo
- 1988 - Gabriel Farfán, ex calciatore statunitense
- 1988 - Michael Farfán, ex calciatore statunitense
- 1988 - Alex Green, giocatore di football americano statunitense
- 1988 - Isabell Herlovsen, calciatrice norvegese
- 1988 - Jasmine Kara, cantante svedese
- 1988 - Isabella Leong, cantante e attrice cinese
- 1988 - Donovan Deekman, ex calciatore olandese
- 1988 - Chellsie Memmel, ex ginnasta statunitense
- 1988 - Nick Murphy, musicista e cantante australiano
- 1988 - Anselmo Ramon, calciatore brasiliano
- 1988 - Simão Mate Junior, ex calciatore mozambicano
- 1988 - Andrej Sinicyn, ex calciatore russo
- 1988 - Aljaksandra Tarasava, cestista bielorussa
- 1988 - Torell Troup, giocatore di football americano statunitense
- 1989 - Narcisse Bambara, ex calciatore burkinabé
- 1989 - Lauren Bennett, cantante, ballerina e modella britannica
- 1989 - Allie Bertram, attrice canadese
- 1989 - Lisa Carrington, canoista neozelandese
- 1989 - Oded Gavish, ex calciatore israeliano
- 1989 - Marielle Jaffe, attrice statunitense
- 1989 - Billie Kay, wrestler australiana
- 1989 - Aleksej Kurcevič, cestista russo
- 1989 - Denis Majstorović, rugbista a 15 italiano
- 1989 - Kristoffer Nordfeldt, calciatore svedese
- 1989 - Giovanni Palmieri dos Santos, ex calciatore brasiliano
- 1989 - Josh Parker, cestista statunitense
- 1989 - Rafael Pires Monteiro, calciatore brasiliano
- 1989 - Louis Rossi, pilota automobilistico e pilota motociclistico francese
- 1989 - Andreas Seiferth, ex cestista tedesco
- 1989 - Ayana Taketatsu, doppiatrice e cantante giapponese
- 1989 - Anthony Taylor, pugile e ex artista marziale misto statunitense
- 1990 - Clévid Dikamona, ex calciatore francese
- 1990 - Corey Fuller, giocatore di football americano statunitense
- 1990 - Lim Ji-yeon, attrice sudcoreana
- 1990 - Carlos López Sosa, cestista portoricano
- 1990 - Rodney McLeod, giocatore di football americano statunitense
- 1990 - Keavon Milton, giocatore di football americano statunitense
- 1990 - Vasek Pospisil, ex tennista canadese
- 1990 - Luizão, calciatore brasiliano
- 1990 - Adolphe Teikeu, calciatore camerunese
- 1991 - Ryōhei Arai, giavellottista giapponese
- 1991 - Katie Armiger, cantante statunitense
- 1991 - Yityish Aynaw, modella etiope
- 1991 - Rúben Brígido, calciatore portoghese
- 1991 - Pierrick Cros, ex calciatore francese
- 1991 - Dyjan, calciatore brasiliano
- 1991 - Shirley Ferrer, pallavolista portoricana
- 1991 - Dimeo van der Horst, cestista olandese
- 1991 - Pavel Ilyashenko, pentatleta kazako
- 1991 - Tyler Lissette, calciatore neozelandese
- 1991 - Romain Lissorgue, arbitro di calcio francese
- 1991 - Kazuaki Mawatari, calciatore giapponese
- 1991 - Malena Morgan, ex attrice pornografica statunitense
- 1991 - Ismael Romero, cestista cubano
- 1991 - Gabriela Román, pallavolista portoricana
- 1991 - Erlon Silva, canoista brasiliano
- 1991 - Chiara Simeoni, calciatrice italiana
- 1991 - Fran Vélez, calciatore spagnolo
- 1991 - Kaj Leo í Bartalsstovu, calciatore faroese
- 1992 - Cameron Artis-Payne, giocatore di football americano statunitense
- 1992 - Gino Caviezel, sciatore alpino svizzero
- 1992 - Maisara Elnagar, judoka egiziano
- 1992 - MzVee, cantante ghanese
- 1992 - Jamie Hopcutt, calciatore inglese
- 1992 - Paul Keita, ex calciatore senegalese
- 1992 - David Mayo, ex giocatore di football americano statunitense
- 1992 - Nampalys Mendy, calciatore francese
- 1992 - Dairon Mosquera, calciatore colombiano
- 1992 - Njambajaryn Tögscogt, pugile mongolo
- 1992 - James Sample, ex giocatore di football americano statunitense
- 1992 - Bridget Sloan, ginnasta statunitense
- 1992 - Pablo Felipe Teixeira, calciatore brasiliano
- 1993 - Tim Anderson, giocatore di baseball statunitense
- 1993 - Péter Bakosi, altista ungherese
- 1993 - Victor Luis, calciatore brasiliano
- 1993 - Cheick Alan Diarra, calciatore francese
- 1993 - Aarón Guillén, calciatore messicano
- 1993 - Mikael Hopkins, cestista statunitense
- 1993 - Michelle Jenneke, ostacolista australiana
- 1993 - Delaossa, rapper spagnolo
- 1993 - Daniel Santos Martins, ex calciatore portoghese
- 1993 - Ulises Segura, calciatore costaricano
- 1993 - Irene Siragusa, velocista italiana
- 1993 - Donovan Smith, giocatore di football americano statunitense
- 1993 - Roman Svičkar, schermidore ucraino
- 1993 - Aziz Sydykov, calciatore kirghiso
- 1993 - Bruno Volpi, calciatore argentino
- 1993 - Eric Washington, cestista statunitense
- 1993 - Elizabeth Williams, cestista statunitense
- 1993 - Therica Wilson-Read, attrice britannica
- 1994 - Labinot Arapi, giocatore di football americano svizzero
- 1994 - Gabriele Casella, artista marziale italiano
- 1994 - Marcus Fraser, calciatore scozzese
- 1994 - Najib Gandi, calciatore francese
- 1994 - Nikita Gluškov, calciatore russo
- 1994 - João Camacho, calciatore portoghese
- 1994 - Connor Jessup, attore, sceneggiatore e regista canadese
- 1994 - Jung Ho-yeon, modella e attrice sudcoreana
- 1994 - Roger Martínez, calciatore colombiano
- 1994 - Higor Meritão, calciatore brasiliano
- 1994 - Aleksandr Tašaev, ex calciatore russo
- 1994 - Ekaterina Vedeneeva, ginnasta russa
- 1994 - David Vega Hernández, tennista spagnolo
- 1995 - David Antón Guijarro, scacchista spagnolo
- 1995 - Lauren Aquilina, cantautrice britannica
- 1995 - Louis Bendixen, ex ciclista su strada e ex mountain biker danese
- 1995 - Mert Celep, cestista turco
- 1995 - Frane Čirjak, calciatore croato
- 1995 - Gleison Wilson da Silva Moreira, calciatore brasiliano
- 1995 - Hao Yun, nuotatore cinese
- 1995 - Josh Hawkinson, cestista statunitense
- 1995 - Václav Jemelka, calciatore ceco
- 1995 - Fabijan Krslovic, cestista australiano
- 1995 - Ntlanhla Morgan Kutu, attore sudafricano
- 1995 - Eva Lazzaro, attrice australiana
- 1995 - Danna Paola, cantante, attrice e compositrice messicana
- 1995 - Cynthia Samuel, attrice libanese
- 1995 - John Swift, calciatore inglese
- 1995 - Nikki Taylor, pallavolista e giocatrice di beach volley statunitense
- 1995 - Iván Varga, ex calciatore argentino
- 1995 - Jordan Veasy, giocatore di football americano statunitense
- 1995 - Kristopher Vida, calciatore ungherese
- 1995 - Lewis Wing, calciatore inglese
- 1995 - Freddie Woodward, tuffatore britannico
- 1996 - Grace Ambrose, attrice italiana
- 1996 - Filip Bainović, calciatore serbo
- 1996 - Erik Expósito, calciatore spagnolo
- 1996 - Giulia Gennari, pallavolista italiana
- 1996 - Rebecca Knaak, calciatrice tedesca
- 1996 - Stefan Milošević, calciatore montenegrino
- 1996 - Il'ja Stefanovič, calciatore ucraino
- 1997 - Daniel Nicolás González, calciatore uruguaiano
- 1997 - Božidar Kraev, calciatore bulgaro
- 1997 - Francis Kyeremeh, calciatore ghanese
- 1997 - Danielle Madam, pesista italiana
- 1997 - Francesca Manzon, calciatrice italiana
- 1997 - Antoine Olivier Pilon, attore canadese
- 1997 - Chen Qingchen, giocatrice di badminton cinese
- 1997 - Daniele Rimpelli, rugbista a 15 italiano
- 1997 - Ja'Tavia Tapley, cestista statunitense
- 1997 - Nouhou Tolo, calciatore camerunese
- 1998 - Jack Archer, attore britannico
- 1998 - Al'bert Batyrgaziev, pugile russo
- 1998 - Josip Brekalo, calciatore croato
- 1998 - Chrystyna-Zorjana Demko, lottatrice ucraina
- 1998 - Antonio Gibson, giocatore di football americano statunitense
- 1998 - Darnay Holmes, giocatore di football americano statunitense
- 1998 - Terrence Mashego, calciatore sudafricano
- 1998 - Isabela Onyshko, ginnasta canadese
- 1998 - Jack Taylor, calciatore irlandese
- 1999 - Ángel Algobia, calciatore spagnolo
- 1999 - Julien Anziani, calciatore francese
- 1999 - Albert Khachumyan, calciatore armeno
- 1999 - Łukasz Kuczyński, pattinatore di short track polacco
- 1999 - Saben Lee, cestista statunitense
- 1999 - Linton Maina, calciatore tedesco
- 1999 - Dax Milne, giocatore di football americano statunitense
- 1999 - David Min, calciatore olandese
- 1999 - Isaac de Souza Filho, tuffatore brasiliano
- 2000 - Lia Apostolovski, altista slovena
- 2000 - Earl Cave, attore britannico
- 2000 - Ahmad Ghali, calciatore nigeriano
- 2000 - Ibrahim Kane, calciatore maliano
- 2000 - Kennedy Egbus Mikuni, calciatore giapponese
- 2000 - Philipp Raimund, saltatore con gli sci tedesco
- 2000 - Julian Valarino, calciatore gibilterriano
- 2000 - John Yeboah, calciatore ecuadoriano
- 2000 - Daniël van Kaam, calciatore olandese

## XXI secolo(21)
- 2001 - Bárbara Bandeira, cantante portoghese
- 2001 - Corneliu Cotogoi, calciatore moldavo
- 2001 - Raffaele Di Maggio, atleta paralimpico italiano
- 2001 - Matías Alejandro Fernández, calciatore argentino
- 2001 - Keshad Johnson, cestista statunitense
- 2001 - Gustavo Machado, calciatore argentino
- 2001 - Oscar Zimmer, sciatore alpino norvegese
- 2002 - Andrew Omobamidele, calciatore irlandese
- 2003 - Martín Fernández, calciatore uruguaiano
- 2003 - Josif Miladinov, nuotatore bulgaro
- 2003 - Matteo Parenzan, tennistavolista italiano
- 2004 - Mana Ashida, attrice e cantante giapponese
- 2004 - Luciano Pascual, calciatore argentino
- 2004 - Aleksandra Trusova, pattinatrice artistica su ghiaccio russa
- 2005 - Beknaz Almazbekov, calciatore kirghiso
- 2005 - Romualdas Jansonas, calciatore lituano
- 2005 - Jan Paluska, calciatore ceco
- 2005 - Bobby Wales, calciatore scozzese
- 2006 - Lucas Høgsberg, calciatore danese
- 2006 - Eli Junior Kroupi, calciatore francese
- 2007 - Alina Korneeva, tennista russa